# Paul Cherler
Paul Cherler (* 2. Februar 1541 in Göttendorf; † 1600 in Binzen) war ein evangelischer Pfarrer und Dichter.

## Leben
Von 1550 bis 1554 besuchte Paul Cherler die Elsterberger Lateinschule bei den Lehrern Johannes Struthuis und Paulus Gebhard. Danach ging er in Neustadt an der Orla auf die dortige Lateinschule beim Lehrer Christophorus Blumenreder. Kurz nach Pfingsten 1559 siedelte er um nach Straßburg und wohnte im Haus des Lutheraners Johannes Marbach, wo er dessen Söhne Philipp und Erasmus unterrichtete und das Gymnasium besuchte. Am 1. Januar 1562 erschien in Straßburg bei Christian Mylius ein Druck von seinen Gedichten. Ab 10. September 1562 Studienjahre in Basel; 26. Oktober 1563 Baccalaureus; 1565 Magister. Im April 1564 wurde bei Oporin in Basel eine Gedichtsammlung von Paul Cherler gedruckt. Basler Lehrer waren Heinrich Pantaleon, Christian Wurstisen, Simon Sulzer und Sebastian Castellio. Unter seinen Werken war auch eine Schrift über das Leben Jesu, die er dem durlachischen Erbprinzen Albrecht widmete. 1564 flüchtete er vor der in Basel wütenden Pest in das Markgräflerland nach Ötlingen. Für eine Anzahl von Pestopfern aus Basel und dem Markgräflerland (z. B. Thomas Grynaeus) verfasste er Nachrufe. Am 19. Januar 1566 wurde er nach seiner Probepredigt vom 29. April 1565 Pfarrer in Binzen. Zum Tod des Markgrafen Karl II. (1577) verfasste Cherler eine Leichenrede, die in Basel gedruckt wurde.
Im Streit um die Annahme der Konkordienformel in der Markgrafschaft Baden-Durlach (1577) opponierte Cherler zusammen mit der Mehrheit der Pfarrer in den Diözesen Rötteln und Schopfheim und unterzeichnete die Formel erst unter Druck mit einem Vorbehalt. Da bei ihm in Binzen nach der missglückten Röttler Synode vom 29. Oktober 1577 ein Treffen der oppositionellen Pfarrer stattfand, galt er auch als einer der Wortführer (siehe hierzu auch Geschichte der Reformation im Markgräflerland). Auch im Zusammenhang mit der Verfolgung der Wiedertäufer in der Markgrafschaft Baden-Durlach billigte er die harte Linie der Behörden nicht. Seine später in Briefen ausgedrückte Erwartung einer Berufung zum Superintendenten erfolgte wohl aufgrund dieser Haltung nicht. Er blieb von 1565 bis 1600 Pfarrer in Binzen.
Als bedeutendste Werke gelten zwei Messiaden. Cherler war auch Koautor einer Anzahl von Schriften. Cherler schrieb seine Werke fast ausschließlich in Lateinisch, womit er nur die Zielgruppe der gebildeten Schichten ansprach. Dies hat sicherlich auch dazu beigetragen, dass er trotz einer Vielzahl von Schriften in Vergessenheit geriet.

## Herkunft, Ehe und Nachkommen
Seine Mutter Anna Cherler, geb. Otler, heiratete nach dem frühen Tod von Pauls Vater einen Metzger in Elsterberg. Cherler wurde von der Universität Basel von der Zahlung von Gebühren befreit, woraus abgeleitet wird, dass er aus einfachen Verhältnissen stammt. Er heiratete am 28. Oktober 1565 Elisabeth Bauhin, eine Tochter des französischen Arztes Jean Bauhin, mit der er 17 Kinder hatte (8 Söhne und 9 Töchter).
Der Arzt und Botaniker Johann Heinrich Cherler war ein Sohn von Paul Cherlers Bruder Valentin Cherler.

## Werke
- HISTORIAE || SACRAE DE IESV || CHRISTI, DEI PATRIS ET || uirginis Mariae filij, natiuitate, passione,|| resurrectione à mortuis eiuś[que] ad coelos || ascensu, dé[que] misso & effuso Spiritu S. In || Apostolos: ... || Omnia || ex sacrosancto nouo Testamento, carmi-||ne Elegiaco conuersa, & in libros || tres distincta. Basel 1564 (Digitalisat Uni Halle, Digitalisat e-rara)
- Paulus Cherler, Heinrich Pantaleon, Caelius Secundus Curio: Ecclesiae et academiae Basiliensis luctus, ob calamitatem recèns acceptam: hoc est, epitaphia, seu elegiae funebres XXXII. virorum illustrium, & iuvenum studiosorum: virtute, pietate, doctrinaque praestantium : item alii VIII tumuli foeminei sexus: qui ferè omnes in urbe Basilea, & agro tractuque Basiliensi, peste interierunt, non sine magno & ecclesiae & reipublicae detrimento, anno Christi M.D.LXIIII : his accesserunt sententiae sacrae, de huius vitae fragilitate & miseriis, de morte, de resurrectione mortuorum, de iudicii magno die, deque vita aeterna: omnia ex ss. Bibliis carmine elegiaco conversa, & edita, 1565[7]
- Paul Cherler, Hieronymus Wolf, Martin Crusius, Leonhard Engelhart: Gratulationes in nuptias optimi et doctiss. viri, clarissimi[que] typographi, D. Ioannis Oporini Basiliensis: & honestiss. ac ornatiss. matronae, Faustinae: D.D. Bonifacij Amerbachij, &c. filiae: & D.D. Ulrici Iselini, iampridem pie defuncti, relictae viduae iucunde varieque multis carminum generibus compositae: Anno Christi, M.D.LXVI. editae, die 1. Augusti, qui dies istis nuptijs solennis erat, 1566[8]
- Paul Cherler, Johannes Oporin: Epistola de vita, obitu, successoribus, et Officina eruditi, clari, diligentis, ac summi typographi, D. Iohan. Oporini, iampridem pie defuncti, 1568[9]
- Paul Cherler: Disticha et monosticha theologica, ethica, arithmetica, alphabetica, & aenigmatica: quae non minori elegãtia & acumine, quàm doctrina ac pietate sunt refertissima, 1572 (Digitalisat e-rara)[10]
- Johann Jacob Grynaeus, Paul Cherler, Johannes Meledonius, Chilo Zythander: Theses seu aphorismi: de quadruplici hominis statu, 1575[11]
- Vrbis Basileae encomivm, brevisque descriptio, antè nunquàm edita, 1577 (Digitalisat Google Books)
- Paul Cherler: Elegiae physicae et vernae X utiles et jucundae lectu, 1579[12]
- Paul Cherler: Sacre eclogae X de Jesus Christo ... editse in eius diem natalem anno salutis 1583 e-rara
- Paul Cherler: L. VIII de Jesu Christo: dei patris, et Mariae virginis filio: Theanthrōpō, 1584[13]